# Diplazium miaoense
Diplazium miaoense là một loài dương xỉ trong họ Athyriaceae. Loài này được Sarn.Singh & Panigrahi mô tả khoa học đầu tiên năm 2005.
Danh pháp khoa học của loài này chưa được làm sáng tỏ. 